# Proctacanthus caudatus
Proctacanthus caudatus är en tvåvingeart som beskrevs av James Stewart Hine 1911. Proctacanthus caudatus ingår i släktet Proctacanthus och familjen rovflugor. Inga underarter finns listade i Catalogue of Life.